# Казанський сільський округ (Жамбильський район)
Каза́нський сільський округ (каз. Қазан ауылдық округі, рос. Казанский сельский округ) — адміністративна одиниця у складі Жамбильського району Північноказахстанської області Казахстану. Адміністративний центр — село Казанка.
Населення — 785 осіб (2021; 1149 у 2009, 1831 у 1999, 2481 у 1989).
Станом на 1989 рік існували Казанська сільська рада (села Казанка, Усердне) та Матросовська сільська рада (села Єкатериновка, Матросово, Світле). Село Усердне було ліквідоване 2013 року, 2018 року — село Липовка.

## Склад
До складу округу входять такі населені пункти:
| Населений пункт    | Старі назви | Населення, осіб (1989) | Населення, осіб (1999) | Населення, осіб (2009) | Населення, осіб (2021) |
| ------------------ | ----------- | ---------------------- | ---------------------- | ---------------------- | ---------------------- |
| Єкатериновка, село | -           | 804                    | 405                    | 279                    | 132                    |
| Казанка, село      | -           | 937                    | 894                    | 648                    | 596                    |
| Матросово, село    | -           | 185                    | 107                    | 65                     | -                      |
| Світле, село       | -           | 315                    | 202                    | 105                    | 57                     |
| Усердне, село      | -           | 240                    | 223                    | 52                     | -                      |